# Motor Bob

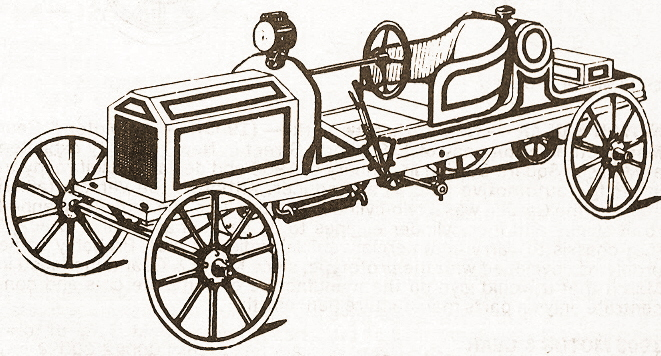
Motor Bob Runabout (1914)

Motor Bob war eine US-amerikanische Fahrzeugmarke für Kinder des Jahres 1914. Hersteller war E. N. Bowen aus Buffalo (New York). Die Gussteile wurden von der J. W. Pohlman Company, ebenfalls in Buffalo, zugeliefert.

## Beschreibung
Im Angebot stand nur ein Modell. Es wurde in Teilen zum Zusammenbau zu Hause für „Jungen zwischen 12 und 15 Jahren“ geliefert. Der fertige Wagen, ein offener Einsitzer mit Holzspeichenrädern und Vollgummireifen, war 2438 mm lang, 787 mm breit und wog 68 kg. Er war mit einem Einzylindermotor ausgestattet, der 2,5 bhp (1,8 kW) entwickelte und mit einem Riemen mit der hinteren Starrachse verbunden war. Verkaufspreis war US$ 125,–. Gegen US$ 30,– Aufpreis gab es ein Reibscheibengetriebe. Die Höchstgeschwindigkeit lag bei 24 km/h.